# خالد المزيعل
خالد فيصل المزيعل هو لاعب كرة قدم سعودي يلعب حاليًا في نادي العدالة.